# Lamyctes pius
Lamyctes pius är en mångfotingart som beskrevs av Chamberlin 1911. Lamyctes pius ingår i släktet Lamyctes och familjen fåögonkrypare. Inga underarter finns listade i Catalogue of Life.